# Lampasas (Texas)
Lampasas település az Amerikai Egyesült Államok Texas államában, Lampasas megyében, melynek megyeszékhelye is. Lakosainak száma 7291 fő (2020. április 1.).

## Népesség
A település népességének változása:

| 2010 | 6 681 |
| 2020 | 7 291 |